# Przemiana bainityczna
Przemiana bainityczna – przemiana pośrednia przy chłodzeniu z austenitu, której produktem jest mikrostruktura bainitu.

## Ogólne wiadomości
Przemiana bainityczna łączy w sobie cechy przemiany bezdyfuzyjnej i dyfuzyjnego przemieszczania węgla. Zachodzi przy przechłodzeniu stali do temperatury w przedziale od 450 °C do 200 °C. W wyniku przemiany powstaje bainit, będący mieszaniną ferrytu przesyconego węglem i dyspersyjnych węglików. Zarodkowanie bainitu rozpoczyna dyfuzyjne przemieszczanie węgla w austenicie do granic ziaren i dyslokacji. Zarodkami przemiany są miejsca ubogie w węgiel, utworzone w pobliżu granic ziaren i dyslokacji. Zróżnicowanie składu chemicznego austenitu wymaga pewnego czasu inkubacji, niezbędnego do zainicjowania przemiany bainitycznej. W obszarach przechłodzonego austenitu o małym stężeniu węgla i wysokiej temperaturze Ms zachodzi bezdyfuzyjna przemiana martenzytyczna. W obszarach austenitu o dużym stężeniu węgla następuje jednocześnie dyfuzyjny proces wydzielania bardzo drobnych cząstek cementytu o dużej dyspersji. W wyniku tego tworzą się nowe obszary niskowęglowego austenitu, ulegające następnie bezdyfuzyjnej przemianie martenzytycznej. W obszarach, które uległy przemianie martenzytycznej, podczas dalszego chłodzenia następuje wydzielanie cementytu oraz węgliku ε, a osnowa staje się ferrytem przesyconym węglem. Rozrost bainitu jest kontrolowany szybkością dyfuzji węgla w austenicie.

## Teorie opisujące przemianę

### Model przemiany kontrolowanej dyfuzją
Zgodnie z tą teorią przemiana bainityczna jest przemianą eutektoidalną, której produktem jest struktura niepłytkowa, i należy ją rozpatrywać podobnie jak powstawanie perlitu w stali. Zwolennicy takiego podejścia uważają, że ferryt bainityczny wzrasta w wyniku ruchu kontrolowanego dyfuzją na granicy międzypłytkowej ferryt-austenit. Efektem tego jest niska zawartość węgla w ferrycie, a bardzo duża w austenicie – zatem wszystkie węgliki będą wydzielać się z austenitu na granicy międzyfazowej α-γ. Dalszy wzrost węglików będzie również odbywać się austenicie. Dowodem empirycznym dla tej teorii jest obserwowanie tendencji wydzielania się węglików z austenitu w bainicie górnym. W bainicie dolnym obserwuje się odwrotną zależność.

### Teoria mechanizmu ścinającego przemiany
Według tej teorii bainit tworzy się w wyniku działania mechanizmu ścinającego. Oparta jest ona na morfologicznych i krystalograficznych podobieństwach między bainitem a martenzytem. W hipotezie tej zakłada się, że bainit jest niepłytkowym produktem przemiany eutektoidalnej. Bainit tworzy się w wyniku dwuetapowej zmiany sieci krystalicznej. Indukowane jest to pojedynczymi przeskokami atomów przez powierzchnię międzyfazową kontrolowaną inwariantnym ścinaniem. 